# Borlasia annulata
Borlasia annulata är en djurart som tillhör fylumet slemmaskar, och. Borlasia annulata ingår i släktet Borlasia, fylumet slemmaskar och riket djur. Inga underarter finns listade i Catalogue of Life.